# Японский мохнаторукий краб
Японский мохнаторукий краб, или мохнаторукий пресноводный краб (лат. Eriocheir japonica) — вид крабов, встречается от Амурского лимана и речек северо-восточной части Сахалина до Сянгана (Гонконг) и Тайваня.
Питается различными мелкими моллюсками, а также погибшей рыбой. Во время кормовых миграций он может подниматься вверх по рекам до 50 км.
Ширина панциря до 6 см. В зависимости от условий среды обитания живёт от 1 года до 4 лет.
- Спаривание